# Naqsh MuMRa
Naqsh MuMRa est l'abréviation de la Naqshbandiyya Mujaddadia Mazahariya Ramchandriya, une branche indienne soufie de l'Ordre de la Naqshbandiyya, issue de la chaîne généalogique dite "Shizra Sharif".
Hujur Maharaj fut le 35e maître soufi de cette chaîne. Lalaji en fut le 36e, mais aussi le 1er non musulman. Mahatma Jagmohan Narain (1901-1944), fils de Lalaji, a pris sa suite spirituelle dans la chaîne initiatique.
C'est son propre fils, Shri Dinesh Kumar Saxena, qui est le représentant de cet enseignement spirituel aujourd'hui.

## À voir aussi